# Rae’Ven Larrymore Kelly
Rae’Ven Larrymore Kelly (* 28. Juni 1985) ist eine US-amerikanische Schauspielerin und Filmproduzentin.

## Filmografie (Auswahl)
Schauspielerin
- 1991–1993: I’ll Fly Away (Fernsehserie, 19 Folgen)
- 1993: Tina – What’s Love Got to Do with It? (Tina – What’s Love Got to Do with It?)
- 1994: Alles schön und Recht (Sweet Justice, Fernsehserie, 2 Folgen)
- 1994: Ein Hauch von Himmel (Touched by an Angel, Fernsehserie, eine Folge)
- 1995: Ein amerikanischer Quilt (How to Make an American Quilt)
- 1996: Die Jury (A Time to Kill)
- 1996: Das Attentat (Ghosts of Mississippi)
- 2000: Odessa (Kurzfilm)
- 2001: Flossin
- 2006: Hannah Montana (Fernsehserie, eine Folge)
- 2009: Genius in Heels (Kurzfilm)
- 2010: Preacher’s Kid
- 2012: Locked in a Room

Produzentin
- 2009: Genius in Heels (Kurzfilm)

## Auszeichnungen
- 1994: Nominierung für den Young Artist Award als Beste Hauptdarstellerin in What’s Love Got to Do with it?
- 1994: Young Artist Award als Beste Hauptdarstellerin in I’ll Fly Away
- 1995: Young Artist Award als Beste Jungdarstellerin in Alles schön und Recht
- 1997: Nominierung für den Image Award als Beste Jungdarstellerin in Die Jury
- 1997: Nominierung für den YoungStar Award als Beste Hauptdarstellerin in Die Jury
- 1998: Nominierung für den Young Artist Award als Bestes Jungensemble in Schwarze Wut